# Powiat Starogardzki
Der Powiat Starogardzki ist ein Powiat (Kreis) in der Woiwodschaft Pommern in Polen. Der Powiat hat eine Fläche von 1345,28 km², auf der etwa 127.500 Einwohner leben.

## Geschichte
Der Powiat Starogardzki (Powiat Starograd) wurde 1920 aus den Gemeinden des Kreises Preußisch Stargard gebildet. Er gehörte von 1920 bis zum 6. April 1945, mit Unterbrechung durch die deutsche Besatzungszeit September 1939 bis März 1945, zur Woiwodschaft Großpommerellen und kam im Zuge einer Gebietsreform am 7. April 1945 an die neu geschaffene Woiwodschaft Danzig. Im Zuge der Verwaltungsreform 1999 wurde er zum 1. Januar 1999 neu gebildet.

## Gemeinden
Der Powiat umfasst 13 Gemeinden, davon
zwei Stadtgemeinden
- Skórcz (Skurz)
- Starogard Gdański (Preußisch Stargard)

zwei Stadt-und-Land-Gemeinden
- Czarna Woda (Schwarzwasser)
- Skarszewy (Schöneck in Westpreußen)

und neun Landgemeinden
- Bobowo (Bobau)
- Kaliska (Dreidorf)
- Lubichowo (Lubichow)
- Osieczna (Hagenort)
- Osiek (Osseck)
- Skórcz
- Smętowo Graniczne (Schmentau)
- Starogard Gdański
- Zblewo (Hochstüblau).

## Nachbarlandkreise
| Powiat Kościerski Berent | Powiat Gdański Danziger Höhe                |                          |
| Powiat Chojnicki Conitz  | Kompassrose, die auf Nachbargemeinden zeigt | Powiat Tczewski Dirschau |
| Powiat Tucholski Tuchel  | Powiat Świecki Schwetz                      |                          |